# Apatura chevana
Apatura chevana är en fjärilsart som beskrevs av Moore 1865. Apatura chevana ingår i släktet Apatura och familjen praktfjärilar. Inga underarter finns listade i Catalogue of Life.